# Nhân sư

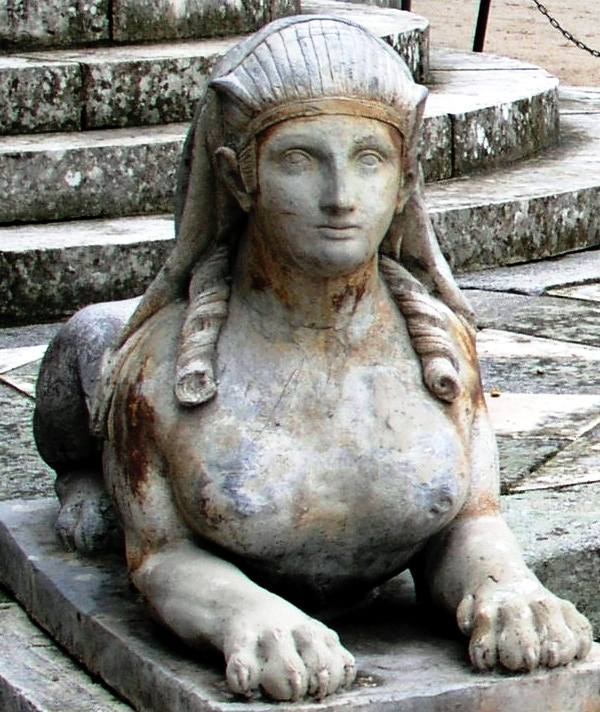
Tượng Nhân sư

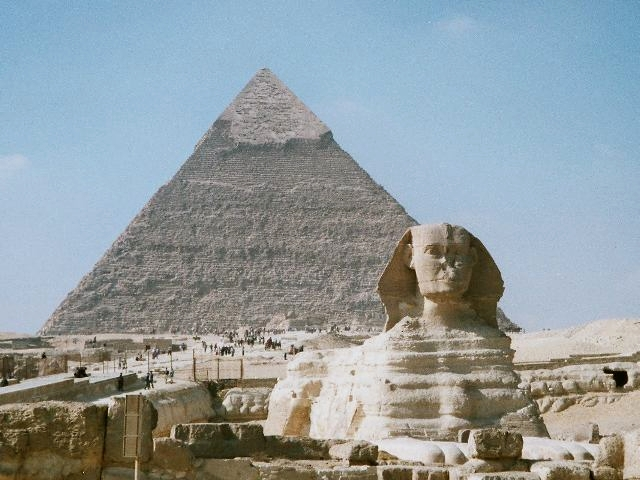
Tượng Nhân sư lớn ở Giza, với Kim tự tháp Khafre ở phía sau

Nhân sư là một nhân vật động vật thần thoại được thể hiện như một con sư tử nằm với một cái đầu người. Nó có nguồn gốc từ các nhân vật điêu khắc thời Cổ Vương quốc Ai Cập, được người Hy Lạp cổ đại gọi bằng cái tên riêng của họ cho một quái vật nữ, "kẻ bóp cổ", một nhân vật cổ của thần thoại Hy Lạp. Các nhân vật tương tự xuất hiện trên khắp Nam và Đông Nam Á. Trong nghệ thuật trang trí châu Âu, hình tượng nhân sư đã được khôi phục mạnh từ thời Phục Hưng về sau.

## Nhân sư Ai Cập
Trong thần thoại Ai Cập cổ đại, nhân sư là một nhân vật biến thái động vật, thường được thể hiện như một con sư tử đực hoặc cái nằm và có đầu người, nhưng thỉnh thoảng là một con sư tử với đầu chim ưng, diều hâu, hay cừu. Nhân vật này có nguồn gốc từ thời Cổ Vương Quốc và gắn liền với vị thần mặt trời Sekhmet. Việc sử dụng đầu của những loài vật khác gắn trên mình sư tử tuân theo chức vụ thần thánh của thành phố hay vùng nơi chúng được xây dựng hay của loài nào đang chiếm ưu thế trong Đền bách thần Ai Cập ở thời điểm đó.
Sau này, hình ảnh nhân sư, một thứ rất giống với ý tưởng nguyên gốc Ai Cập, đã được xuất khẩu tới nhiều nền văn hoá, dù thường được thể hiện khá khác biệt vì sự chuyển nghĩa từ các văn bản gốc và sự tiến hoá ý tưởng liên quan tới các truyền thống văn hoá khác.

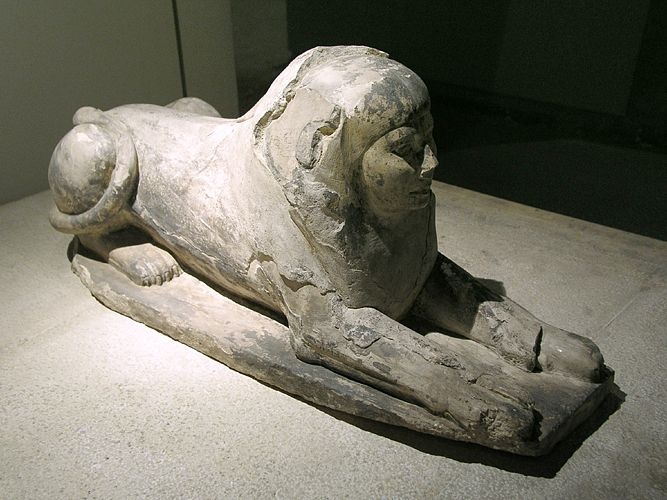
Có lẽ nhân sư đầu tiên, Hetepheres II của Triều đại thứ tư (Bảo tàng Cairo)

Nói chung vai trò của các nhân sư là canh gác các ngôi đền, chúng được đặt liền với các kết cấu kiến trúc khác như các lăng mộ hoàng gia hay các đền tôn giáo. Có lẽ nhân sư đầu tiên là tượng thể hiện Hoàng hậu Hetepheres II, vợ của pharaon Djedefra thời Vương triều thứ tư kéo dài từ năm 2723 tới 2563 trước Công Nguyên. Tượng lớn nhất và nổi tiếng nhất là Tượng Nhân sư lớn ở Giza, tại Thung lũng Giza trên bờ tây Sông Nile và quay mặt về hướng đông, cũng thuộc một Vương triều (29°58′31″B 31°08′15″Đ / 29,97528°B 31,1375°Đ). Dù thời gian xây dựng nó còn chưa được biết chắc, đầu Tượng Nhân sư lớn hiện được cho là đầu của pharaon Khafra. Tuy nhiên, vào năm 2004, nhà Ai Cập học người Pháp là Vassil Dobrev tuyên bố ông đã tìm ra bằng chứng mới cho thấy Đại Nhân sư là do pharaon Djedefra - anh trai của pharaon Khafra và là con của pharaon Khufu - xây dựng, để tưởng nhớ vua cha Khufu.

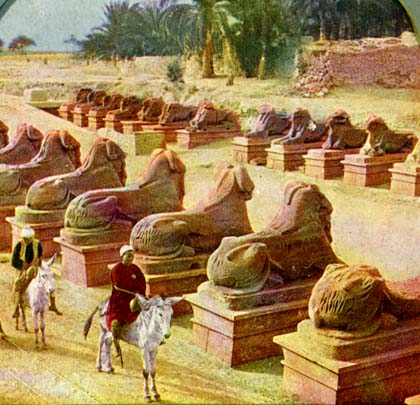
Đại lộ nhân sư đầu cừu tại Karnak Luxor có niên đại từ Vương triều thứ mười tám

Cái tên mà những người xây dựng nên các bức tượng đó đặt cho chúng hiện vẫn chưa được biết. Tại địa điểm Tượng Nhân sư lớn, chữ viết trên một tấm bia được dựng lên một ngàn năm sau, bởi pharaon Thutmose IV năm 1400 trước Công Nguyên, liệt kê những cái tên của ba ý nghĩa của vị thần mặt trời ở đó trong giai đoạn ấy, Khepera - Rê - Atum. Việc tích hợp những bức tượng đó vào trong các quần thể hầm mộ và đền đài nhanh chóng trở thành truyền thống và nhiều pharaoh đã cho khắc đầu mình lên trên những pho tượng canh gác mộ của mình nhằm thể hiện quan hệ thân thiết của chúng với vị thần sức mạnh, Sekhmet.
Các tượng nhân sư Ai Cập nổi tiếng khác gồm một bức tượng với đầu pharaon Hatshepsut, với chân dung được khắc trên đá granite, hiện ở tại Metropolitan Museum of Art ở New York, và nhân sư thạch cao tuyết hoa tại Memphis, hiện nằm trong viện bảo tàng mở ở đó. Chủ đề này đã được mở rộng tạo nên các đại lộ lớn dẫn tới các lăng mộ và đền đài với các nhân sự canh gác cũng như thành các chi tiết trên đỉnh dãy bậc thang của các quần thể rất lớn. Chín trăm nhân sư đầu cừu, thể hiện Amon, đã được xây dựng tại Thebes, nơi ông được sùng kính nhất.

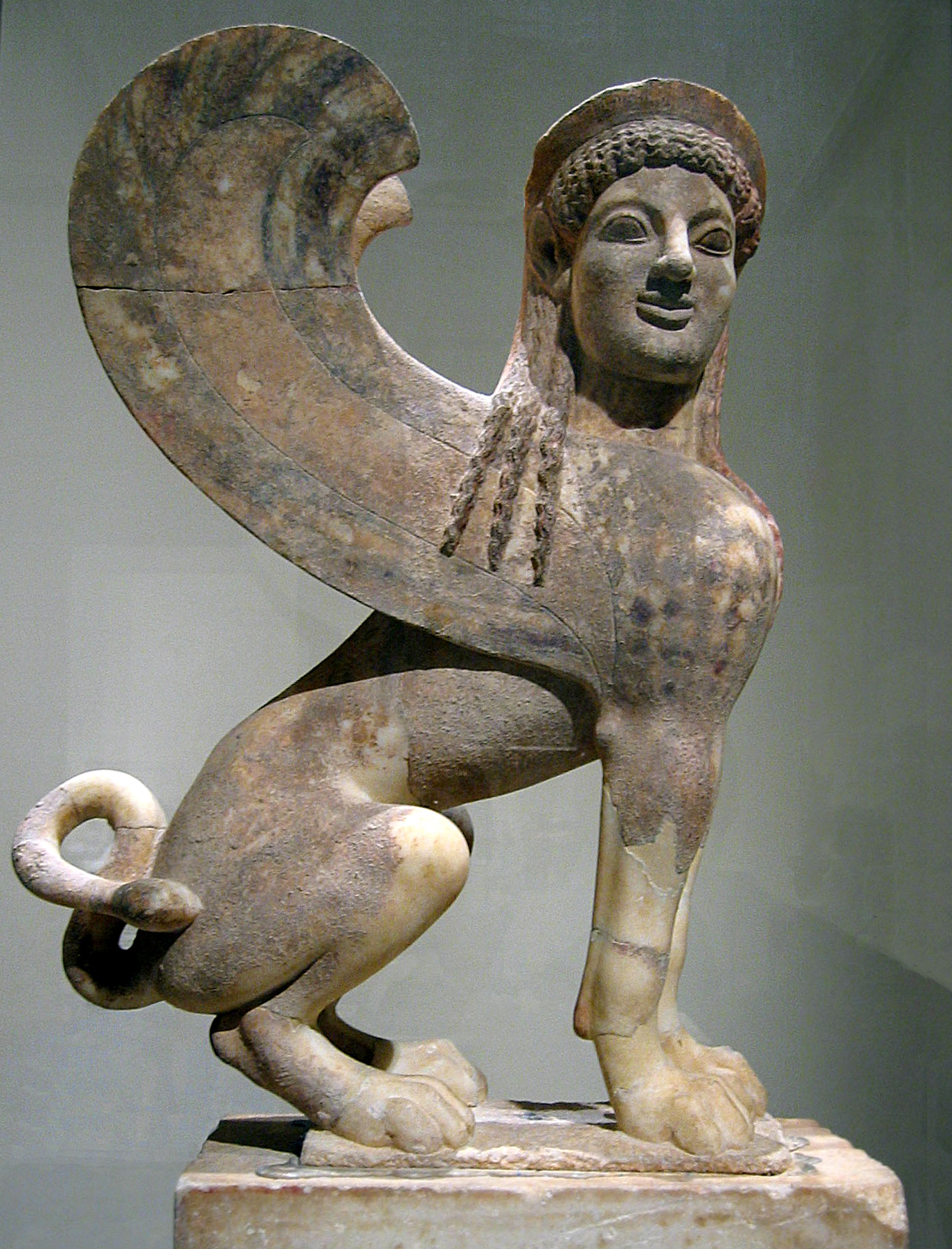
Nhân sư cuối thời cổ đại Hy Lạp, Attica, khoảng 530 trước Công Nguyên

## Nhân sư Hy Lạp
Từ thời đồ Đồng, người Hy Lạp đã có các giao lưu văn hoá và thương mại với Ai Cập. Trước khi Alexander Đại Đế chiếm Ai Cập, cái tên Hy Lạp, sphinx, đã được dùng để gọi những bức tượng đó. Các nhà sử học và địa lý Hy Lạp đã viết nhiều về văn hoá Ai Cập. Họ thỉnh thoảng gọi các nhân sư đầu cừu là criosphinxes, và các nhân sư đầu chim là hierocosphinxes. Từ sphinx có từ từ vựng Hy Lạp Σφίγξ,  từ động từ σφίγγω (sphíngō), có nghĩa "bóp cổ". Cái tên này có thể xuất phát từ thực tế rằng những kẻ đi săn trong một bầy sư tử là các con sư tử cái, và chúng giết con mồi bằng cách bóp cổ, cắn vào yết hầu con mồi và giữ tới khi nó chết.  Từ sphincter (cơ vòng) cũng có chung một nguồn gốc.
trong thần thoại Hy Lạp cũng có một nhân vật nhân sư, một con quái vật  của sự huỷ diệt và đen đủi. Theo Hesiod, nhân sư là con của Echidna và Orthrus; theo những người khác, nhân sư là con của Echidna và Typhon. Tất cả chúng đều là các nhân vật từ thời đầu thần thoại Hy Lạp, trước khi các thần Olympia chiếm ưu thế trong đền bách thần Hy Lạp. Cuốn The Penguin Dictionary of Classical Mythology của Pierre Grimal nói rằng tên thật của Sphinx là Phix (Φιχ), dù ông không đưa ra nguồn của thông tin này. Dù vậy, Sphinx được gọi bằng tên (Phix (Φιχ)) bởi Hesiod ở dòng 326 cuốn Theogony (Thần hệ). Trong Thần thoại Hy Lạp, một nhân sư được thể hiện như một con quỷ với đầu và bộ ngực phụ nữ, thân của sư tử, cánh của đại bàng, và chiếc đuôi rắn. Nhân sư là biểu tượng của thành bang cổ Chios, và xuất hiện trên các con dấu và trên các đồng xu từ thế kỷ thứ 6 trước Công nguyên cho tới thế kỷ thứ 3 sau Công Nguyên.

### Bí ẩn Nhân sư
Nhân sư được cho là kẻ gác cửa vào thành phố Thebes Hy Lạp, và đưa ra một câu đố bí hiểm cho ai muốn vào thành. Câu đố chính xác của Nhân sư không được những người thời cổ kể lại rõ trong các câu chuyện của họ, và không được tiêu chuẩn hoá như câu đố dưới đây thời kỳ cuối lịch sử Hy Lạp. Truyền thuyết sau này, nói rằng Hera hay Ares đã gửi Nhân sư từ quê hương Ethiopia (người Hy Lạp luôn nhớ về nguồn gốc nước ngoài của Nhân sư) tới Thebes tại Hy Lạp nơi nó sẽ hỏi tất cả mọi người đi qua câu đố nổi tiếng nhất trong lịch sử: "Sinh vật nào buổi sáng đi bằng bốn chân, buổi trưa đi hai chân và buổi chiều đi ba chân, và khi nó càng có nhiều chân thì nó càng yếu?" Nhân sư bóp cổ ăn thịt tất cả những người không thể trả lời. 
Oedipus đã giải được với câu trả lời như sau: Con người—bò bằng hai tay hai chân khi là trẻ con, sau đó đi trên hai chân khi trưởng thành, và chống gậy đi khi đã già. Một số nguồn khác cho rằng (nhưng hiếm hơn), có một câu đố thứ hai: "Có hai chị em: một người sinh ra người kia và người kia lại sinh ra người này." (trả lời: ngày và đêm,—cả hai từ đều là giống cái trong tiếng Hy Lạp). Câu chuyện kể tiếp rằng, khi bị giải đố, Nhân sư tự lao mình xuống thềm đá và chết. Một phiên bản khác nói rằng nó tự ăn thịt mình. Vì thế Oedipus có thể được công nhận là một nhân vật "liminal" hay giới hạn, người giúp tạo ra sự chuyển tiếp giữa việc thực hành tôn giáo cũ đại diện bởi cái chết của nhân vật Nhân sư, và sự trỗi dậy của giá trị mới, các vị thần Olympia.

## Nhân sư châu Á

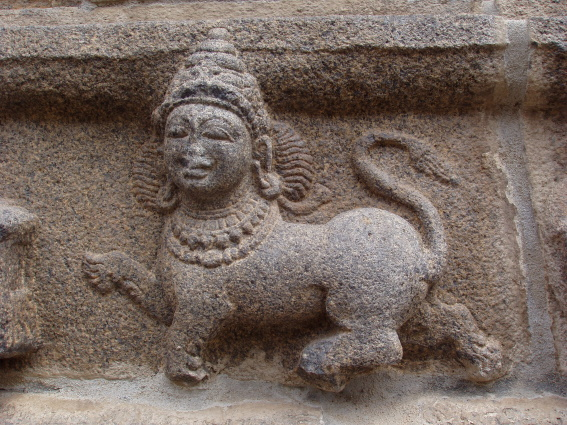
Purushamriga hay nhân sư Ấn Độ được thể hiện tại đền Shri Varadaraja Perumal ở Tribhuvana, Ấn Độ

Một hỗn hợp nhân vật thần thoại với thân sư tử và đầu người có mặt trong truyền thống, thần thoại và nghệ thuật Nam và Đông Nam Á Được gọi riêng là purushamriga (tiếng Phạn, "ngực người"), purushamirukam (tiếng Tamil, "ngực người"), naravirala (tiếng Phạn, "người-mèo") ở Ấn Độ, hay là nara-simha (tiếng Pali, "người-sư tử") ở Sri Lanka, manusiha hay manuthiha (tiếng Pali, "người-sư tử") ở Myanmar, và nora nair hay thepnorasingh ở Thái Lan.
Trái với nhân sư Ai Cập, Mesopotamia, và Hy Lạp, nơi truyền thống phần lớn đã mất đi vì sự đứt quãng của các nền văn minh, các truyền thống của "nhân sư châu Á" vẫn rất sống động ngày nay. Những thể hiện nghệ thuật sớm nhất về "nhân sư" là từ tiểu lục địa Nam Á ở một số mặt bị ảnh hưởng từ nghệ thuật và sách vở Hy Lạp. Chúng có từ thời kì nghệ thuật Phật giáo đang trải qua một giai đoạn ảnh hưởng của văn hóa Hy Lạp. Nhưng các "nhân sư" của Mathura, Kausambi, và Sanchi, có niên đại từ thế kỷ thứ 3 trước Công Nguyên tới thế kỷ thứ nhất sau Công Nguyên, cũng thể hiện một đặc điểm bản xứ không Hy Lạp rõ rệt. Vì thế, không thể đưa ý tưởng "nhân sư" có nguồn gốc từ ảnh hưởng nước ngoài.
Phía Nam Ấn Độ, "nhân sư" được gọi là purushamriga (tiếng Phạn) hay purushamirukam (tiếng Tamil), có nghĩa "ngực-người". Nó được thể hiện trong nghệ thuật điêu khắc đền đài và cung điện để tránh điềm dữ, tương tự như các "nhân sư" ở các vùng khác của thế giới cổ đại. Theo truyền thống, "nhân sư" có nhiệm vụ hoá giải các tội lỗi của những tín đồ khi họ bước chân vào một ngôi đền và có nhiệm vụ canh giữ những con quỷ. Vì thế nó thường được đặt ở vị trí quan trọng trên gopuram hay cổng đền, hay gần lối vào của Sanctum Sanctorum.

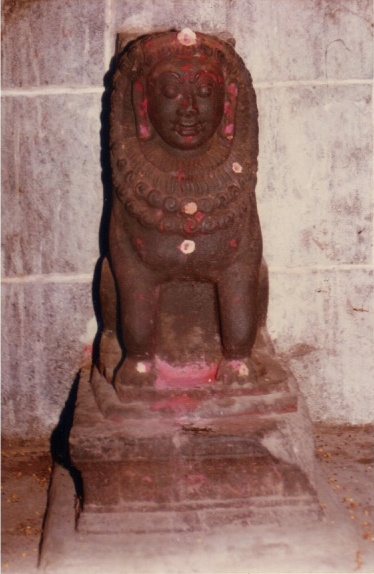
Purushamriga đực hay nhân sư Ấn Độ gác cửa vào đền Shri Shiva Nataraja tại Chidambaram

Purushamriga đóng một vai trò quan trọng trong các nghi lễ hàng ngày cũng như nghi lễ hàng năm tại các đền Shaiva nam Ấn Độ. Trong lễ sodasa-upacara (hay mười sáu danh dự), được thực hiện giữa một hay sáu lần tại các địa điểm thiêng liêng quan trọng trong ngày, "nhân sư" được dùng để trang trí một trong những đèn của diparadhana hay lễ đèn. Và trong nhiều đền purushamriga cũng là một trong vahana hay vật cưỡi của thần trong đám rước Brahmotsava hay lễ hội tôn giáo. Tại quận Kanya Kumari, cực phía nam tiểu lục địa Ấn Độ, trong đêm Shiva Ratri, tín đồ chạy 75 kilômét khi tới thăm và cầu nguyện tại mười hai đền Shiva. Nghi lễ Shiva Ottam (hay Chạy vì Shiva) này được thực hiện để tưởng nhớ câu chuyện về cuộc chạy đua giữa Nhân sư và Bhima, một trong những anh hùng của sử thi Mahabharata.
Tại Sri Lanka, nhân sư được gọi là narasimha hay người-sư tử. Là một nhân sư, nó có thân sư tử và đầu người, và không nên nhầm lẫn với Narasimha - kiếp hoá thân thứ tư của thần Mahavishnu - vị thần tái sinh này được thể hiện dưới hình thức một thân người và đầu một con sư tử. "Nhân sư" narasimha là một phần của truyền thống Phật giáo và có vai trò là người canh gác hướng bắc và cũng được thể hiện trên các lá cờ. 
Tại Myanmar, nhân sư được gọi là manusiha và manuthiha. Nó được đạt trên các góc của tháp Phật giáo, và truyền thuyết về nhân sư kể lại việc nó đã được các nhà sư Phật giáo tạo ra thế nào để bảo vệ một chú bé sơ sinh hoàng gia khỏi những con yêu tinh ăn thịt. Nora Nair và Thep Norasingh là hai cái tên gọi "nhân sư" ở Thái Lan. Chúng được thể hiện như những loài vật đi thẳng với phần thân dưới là thân sư tử hay nai, và phần trên của con người. Thông thường chúng đi thành cặp đực cái. Ở Thái Lan nhân sư cũng đảm nhiệm vai trò bảo vệ. Chúng cũng thuộc các loài vật thần thoại sống trong dãy núi thiêng Himapan.

## Dạng tương đồng

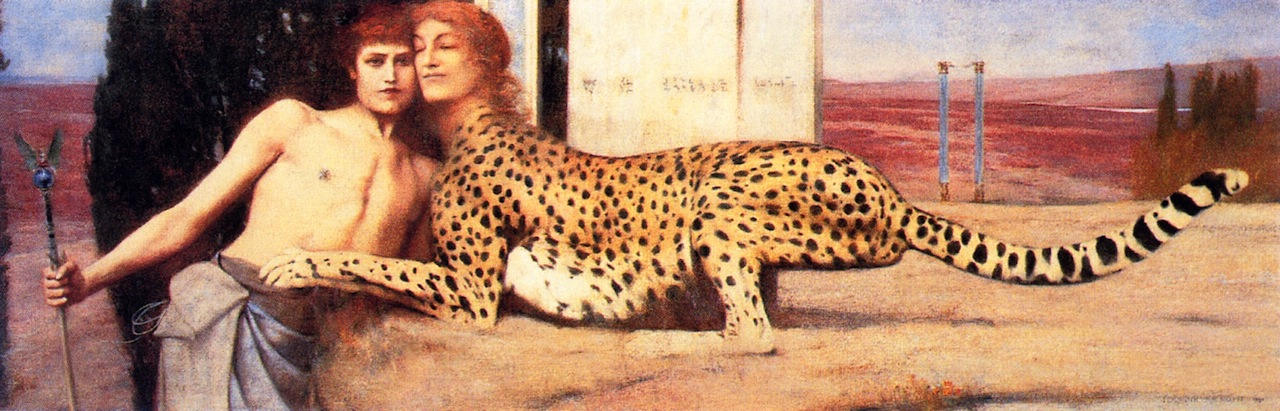
Một phiên bản nhân thú biểu tượng của Fernand Khnopff (con báo đầu người)

Người sư tử, một bức tưởng nhỏ hình người 32,000 tuổi thời kỳ aurignacian, có thân người và đầu thú. Không phải tất cả các động vật có đầu người thời cổ đều là nhân sư. Ví dụ, tại Assyria cổ đại, các phù điêu nổi thấp thể hiện những con bò đầu đội vương miện canh giữ lối vào các ngôi đền. Trong thần thoại cổ đại Olympia của Hy Lạp, tất cả các vị thần đều có hình người, dù họ cũng có thể biến thành động vật. Tất cả các loài vật trong thần thoại Hy Lạp có hình thức nửa người nửa thú đều là các vị thần từ cổ xưa: nhân mã, Typhon, Medusa, Lamia. Narasimha ("người-sư tử") được miêu tả như một sự hiện thân (sự tái sinh) của thần Vishnu trong các văn bản Puranic của Hindu giáo lấy hình thức nửa người/nửa sư tử, có thân người, nhưng mặt và móng vuốt giống sư tử. Manticore là một nhân vật tương tự cũng có thân sư tử và mặt giống người.

## Ở châu Âu

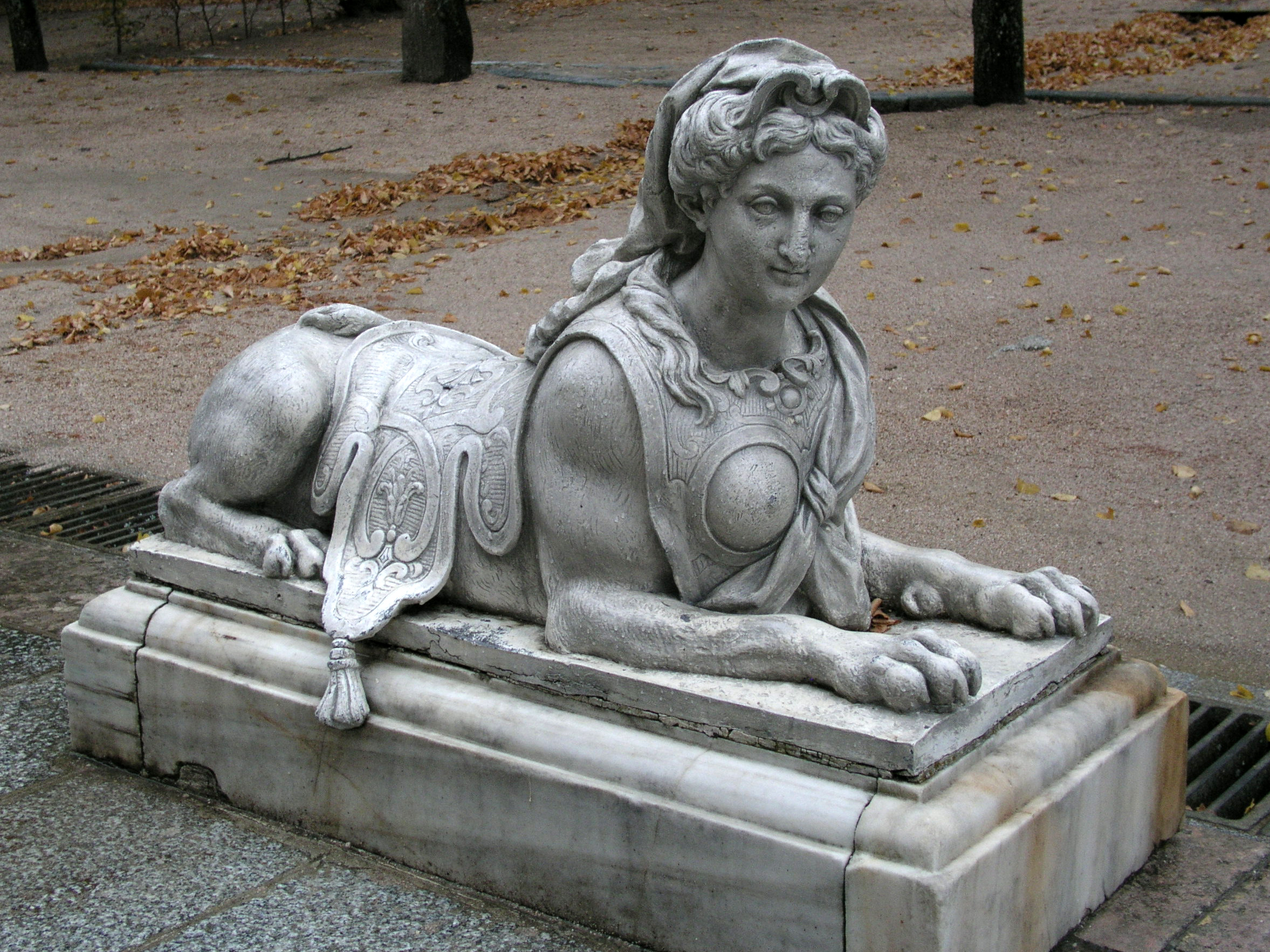
Cung điện La Granja, Tây Ban Nha, giữa thế kỷ 18

Nhân sư Mannerist ở thế kỷ mười sáu thỉnh thoảng được cho là nhân sư Pháp. Tóc trên đầu nhân sư dựng thẳng và nó có ngực một phụ nữ trẻ. Thông thường nhân sư có đeo khuyên tai và ngọc trai. Thân nhân sư được diễn tả như một sư tử cái nằm. Những nhân sư này đã được phục sinh khi phong cách trang trí grottesche hay "grotesque" của "Golden House" (Domus Aurea) thời Nero được phát hiện hồi cuối thế kỷ mười lăm tại Rome, và nó được tích hợp vào nhiều phong cách thiết kế cổ điển và arabesque lan tràn khắp châu Âu trong nghệ thuật điêu khắc hồi thế kỷ mười sáu và mười bảy. Những con nhân sư cũng xuất hiện trong trang trí loggia của Vatican Palace bởi xưởng Raphael (1515–20). Lần xuất hiện đầu tiên của Nhân sư trong nghệ thuật Pháp là tại School of Fontainebleau trong thập niên 1520 và 1530 và nhân sư tiếp tục xuất hiện trong phong cách Hậu Baroque ở Régence Pháp (1715–1723).
Từ Pháp, nhân sư tràn đi khắp châu Âu, trở thành một nhân vật thường thấy trong điêu khắc trang trí ngoài trời tại các vườn cung điện thế kỷ mười tám, như tại Upper Belvedere Palace ở Viên, La Granja ở Tây Ban Nha, Branicki Palace ở Białystok, hay những ví dụ cho phong cách Rococo sau này ở Queluz National Palace - Bồ Đào Nha (có lẽ thập niên 1760), với cổ áo xếp nếp và ngực mặc áo với một áo choàng nhỏ. Nhân sư là một đặc điểm trang trí nội thất của lối Kiến trúc tân cổ điển như của Robert Adam và những đệ tử của ông, quay trở lại gần hơn với kiểu không mặc quần áo. Nhân sư đã thu hút sự quan tâm của cả các nghệ sĩ và nhà thiết kế của chủ nghĩa lãng mạn, và sau này là của các phong trào tượng trưng ở thế kỷ mười chín. Đa số các nhân sư thời kỳ này đều được đơn giản hoá theo Nhân sư Hy Lạp, chứ không theo phong cách Ai Cập, dù chúng có thể không có cánh.

## Nhân sư ở CIA

Phù hiệu nhận dạng trung đoàn cho nhánh tình báo quân sự của Quân đội Hoa Kỳ.

Nhân sư đã gắn liền với Cục Tình báo Quân sự Hoa Kỳ từ năm 1923, khi nó được chấp nhận trở thành phù hiệu cho Military Intelligence Officers Reserve Corps. Con vật huyền thoại này minh hoạ cho sự kết hợp sự sáng suốt với sức mạnh từ thời cổ đại tới hiện đại. Nó xuất hiện trên phù hiệu trung đoàn Tình báo quân sự và trên nhiều mũ quân phục của nhiều đơn vị. Một bức tượng nhân sư lớn được đặt tại Pháo đài Huachuca ở cuối phía bắc thao trường lịch sử Brown không xa bảo tàng Tình báo quân sự.
Phù hiệu chi nhánh nguyên bản Lưu trữ ngày 6 tháng 3 năm 2009 tại Wayback Machine được cấp phép ngày 30 tháng 7 năm 1923. Nó được miêu tả là một tấm khiên màu vàng có một vòng tròn nối với cạnh bởi 13 gân toả tròn, bên trong vòng tròn là một nhân sư nằm ngẩng đầu. Mười ba dải trên tấm khiên hội tụ về một điểm chung tại tâm nơi nhân sư, biểu tượng của sự khôn ngoan và sức mạnh, ngồi, vì thế cũng là biểu tượng cho sự thu thập thông tin tình báo quân sự; và đảo ngược từ tâm sau khi đánh giá, thông tin quân sự được phổ biến lại. Nhánh tình báo quân sự quân đội Mỹ đã được sáp nhập với Nhánh an ninh và tình báo quân đội mới được thành lập ngày 1 tháng 7 năm 1962, và phù hiệu đã bị bãi bỏ.

## Hình ảnh

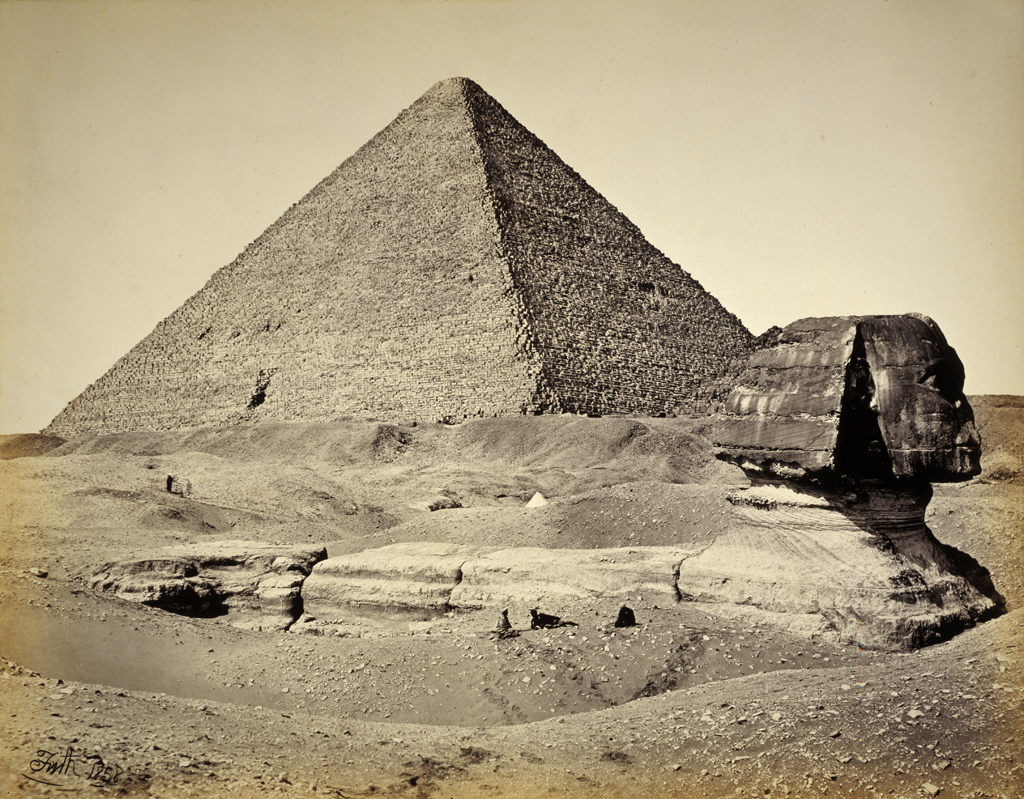
Tượng Nhân sư lớn ở Giza năm 1858
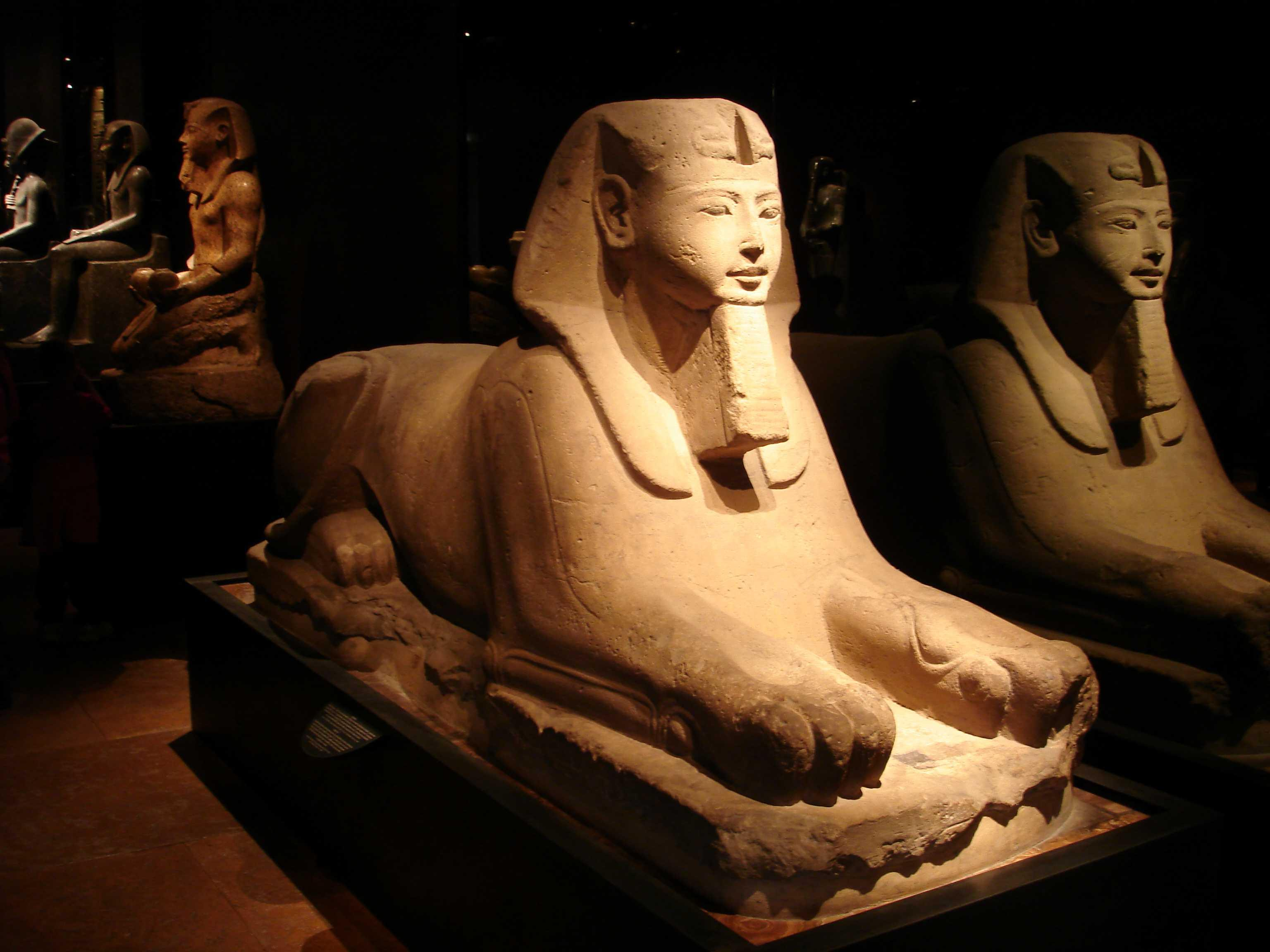
Nhân sư Ai Cập đặc trưng với đầu người
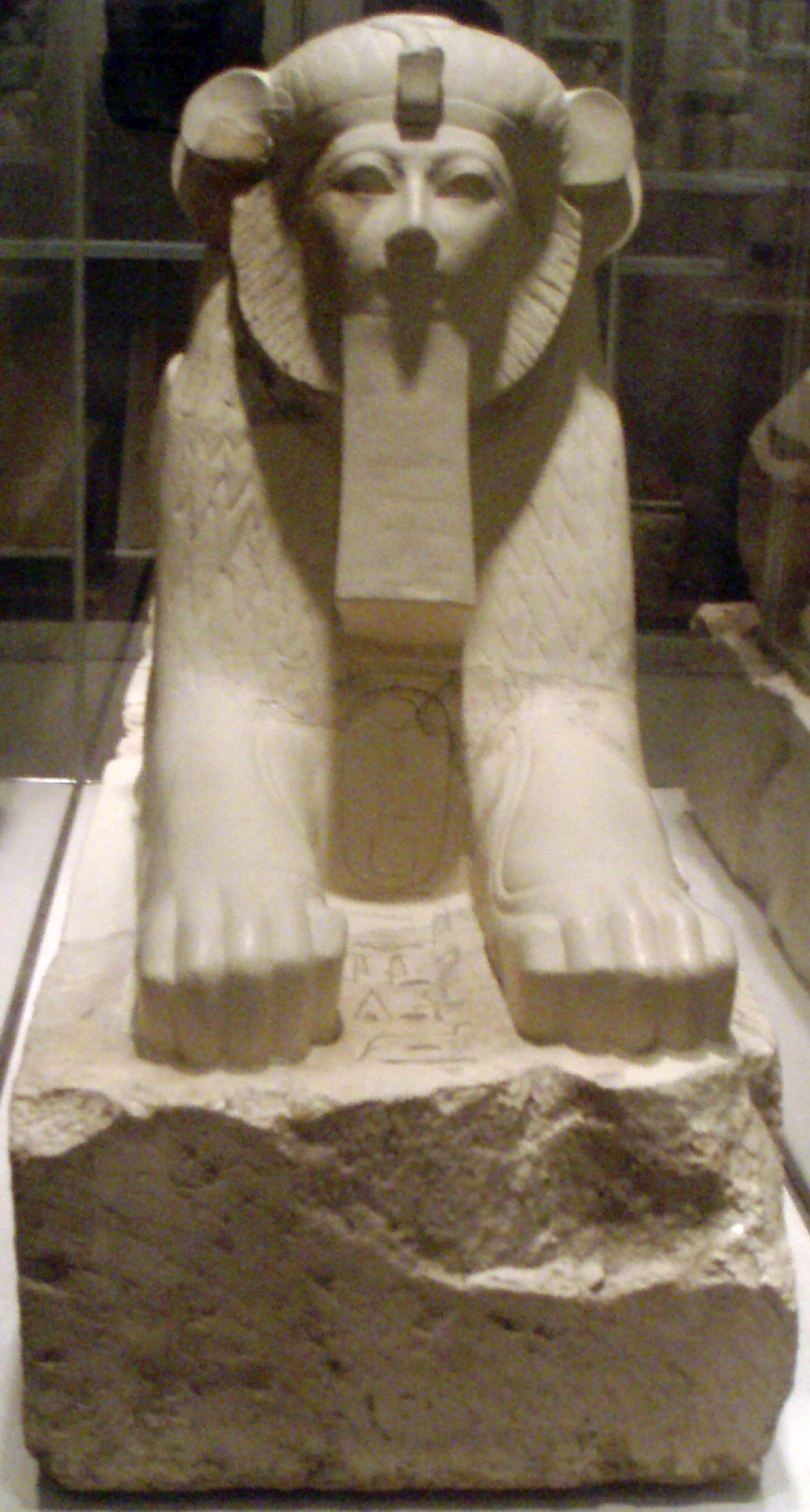
Nhân sư của pharaoh Ai Cập Hatshepsut với các đặc điểm tai và khoang cổ khác lạ, 1503-1482 trước Công Nguyên
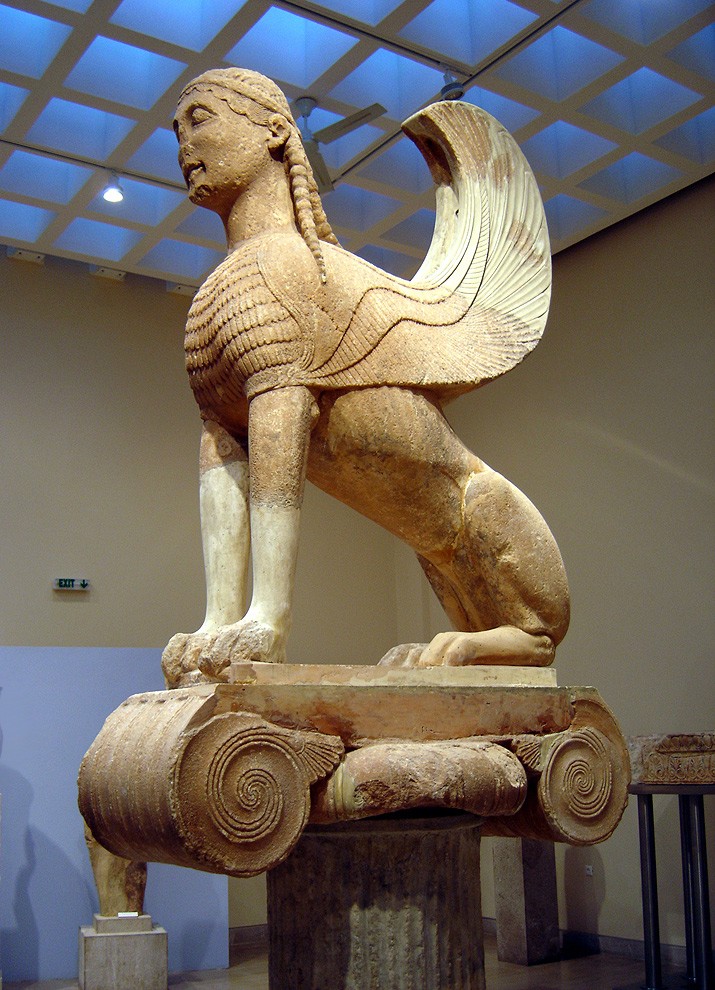
Nhân sư Hy Lạp cổ từ Delphi.
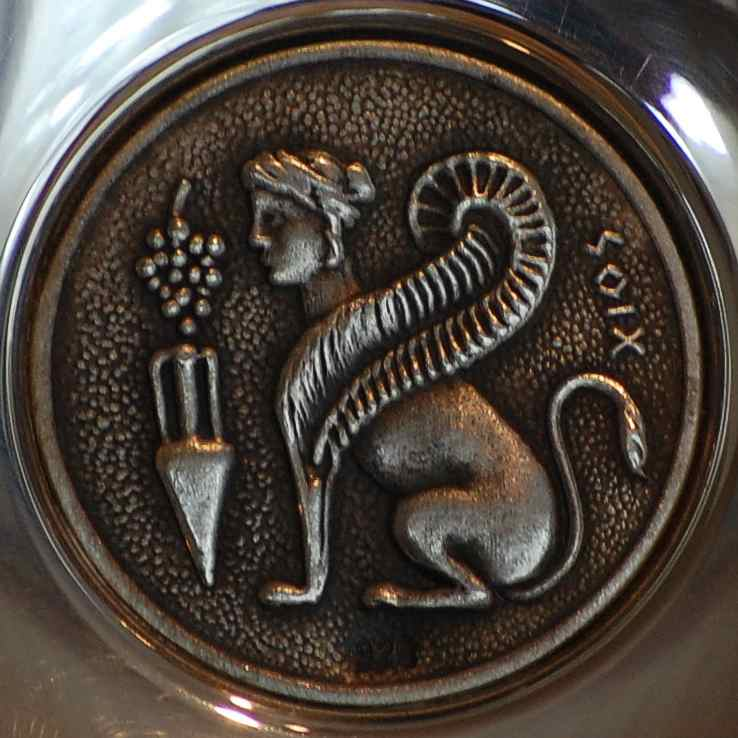
Sao chép hiện đại biểu tượng được dùng cho hàng hoá Chian và đồng tiền thời tiền Hy Lạp
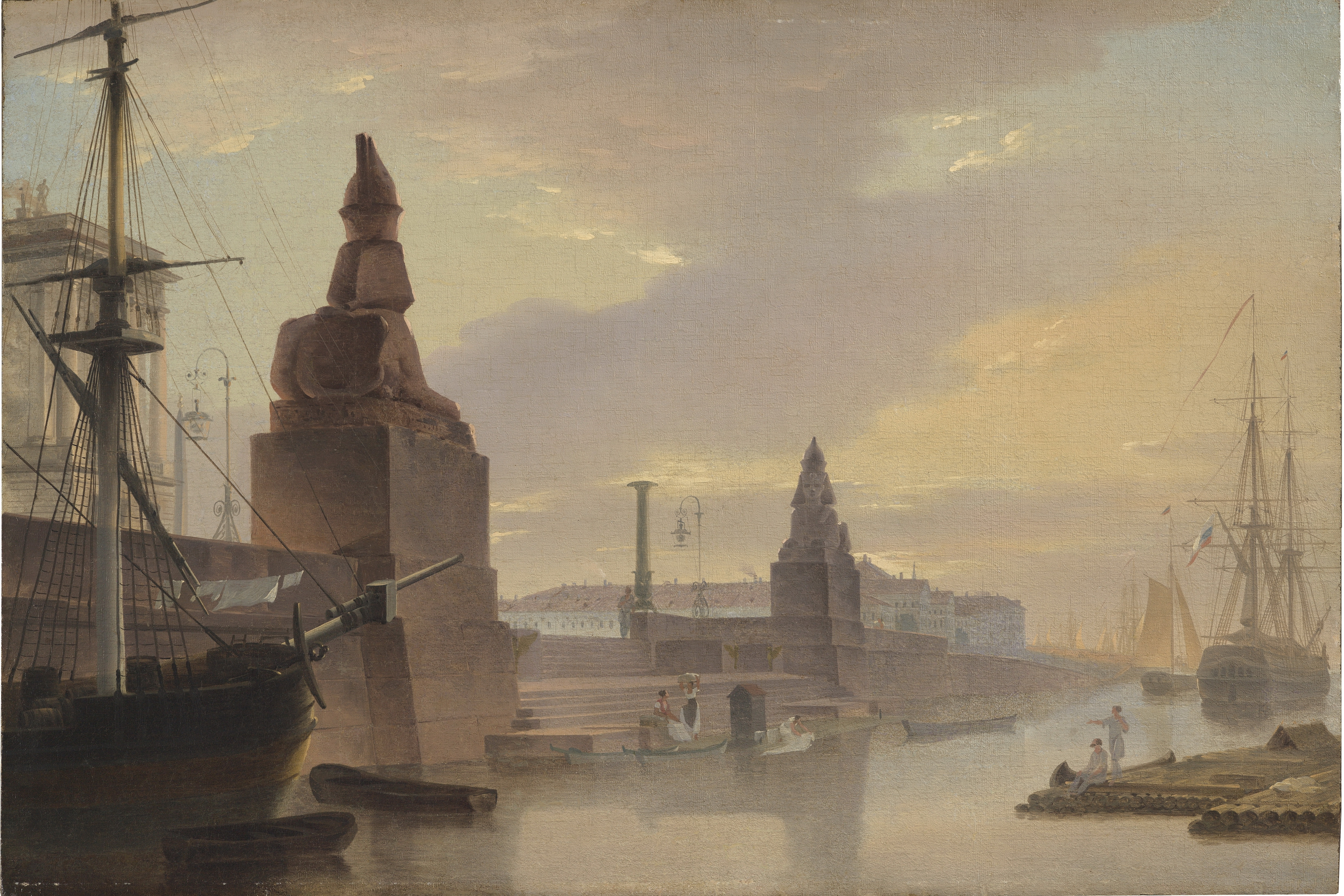
Những con nhân sư 3000 năm tuổi được nhập từ Ai Cập để trang trí các không gian công cộng tại Saint Petersburg và các thủ đô Châu Âu khác]].
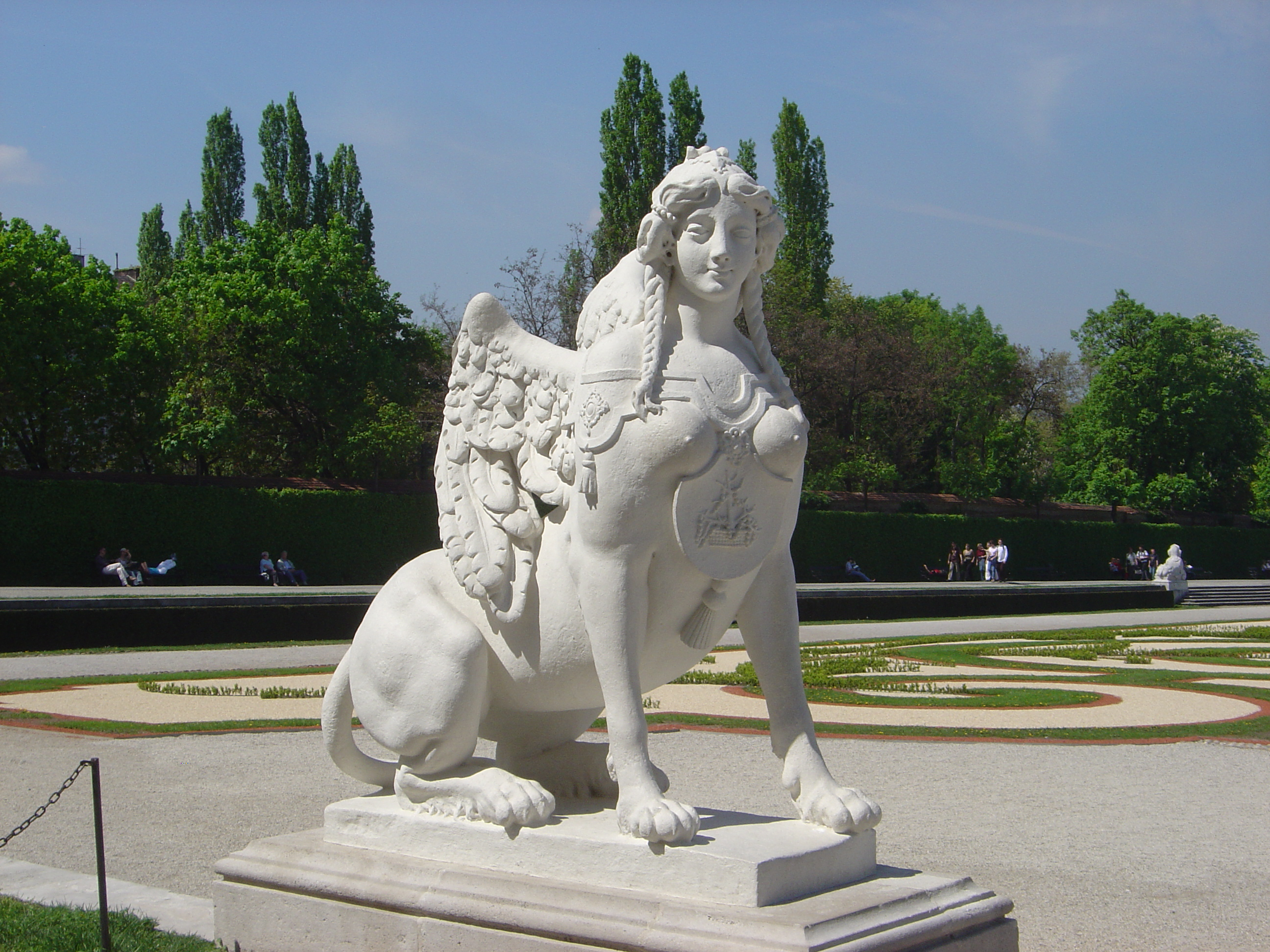
Điện Belvedere Thượng tại Viên.
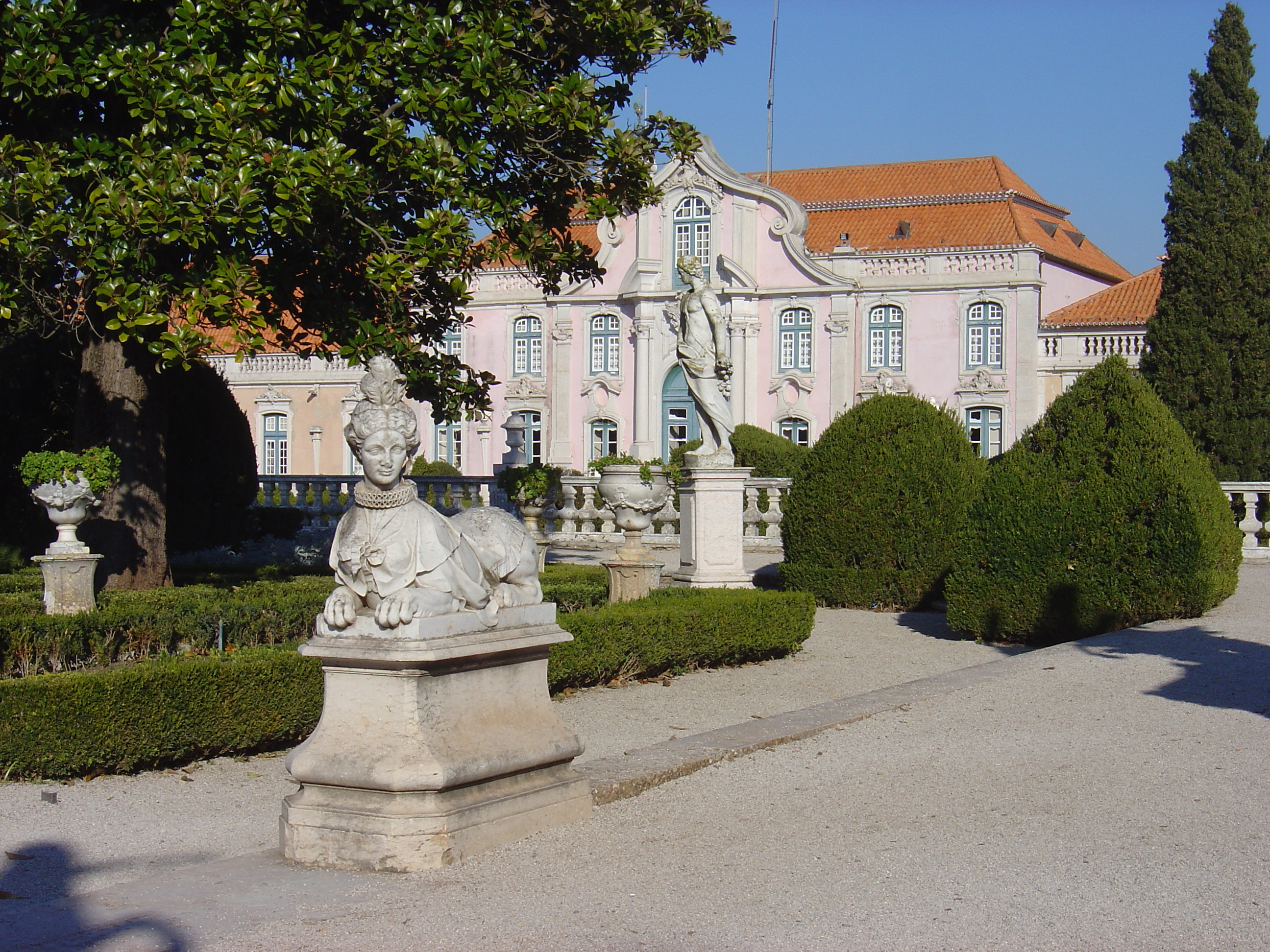
Nhân sư không cánh phong cách rococo Queluz.
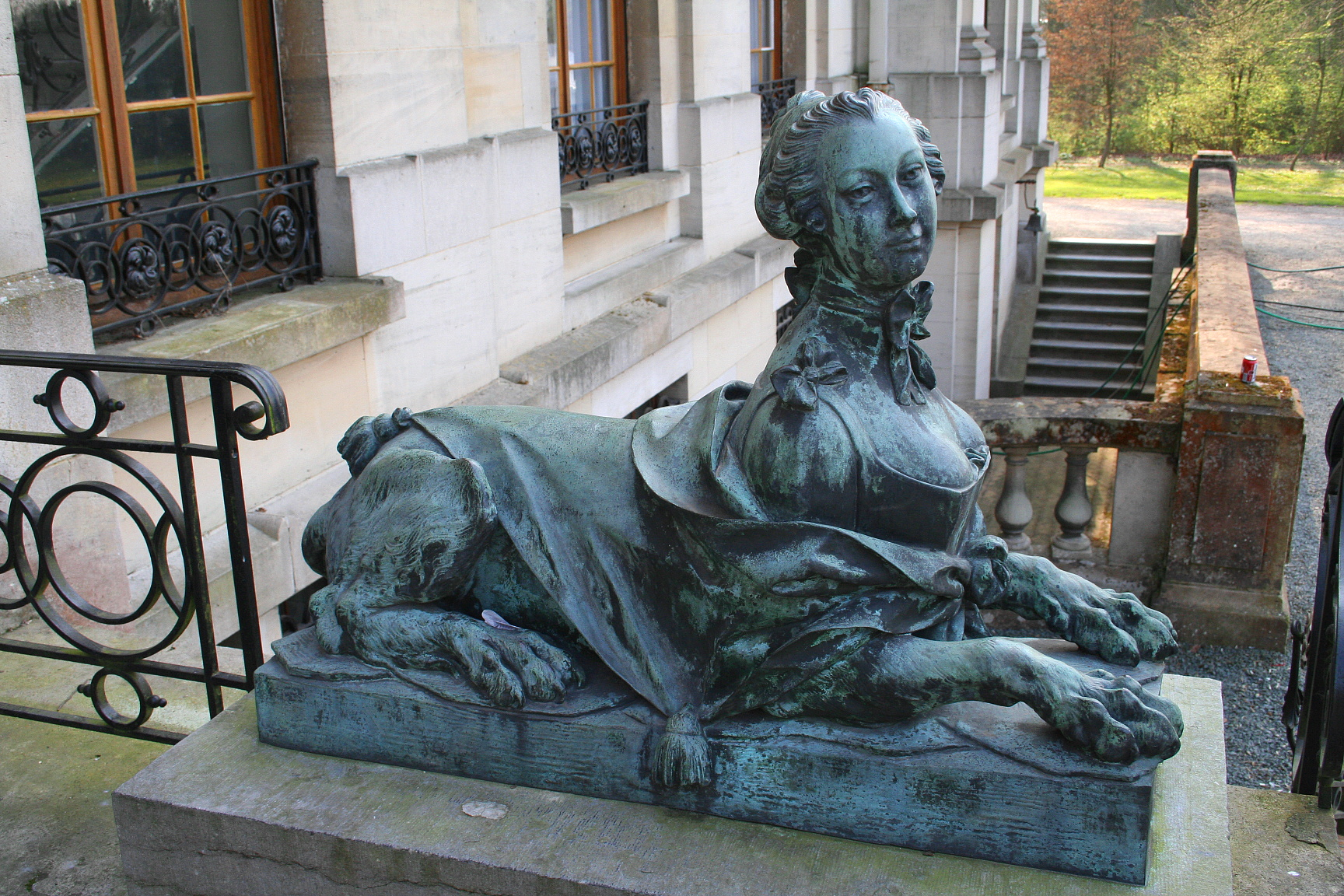
Nhân sư chì vườn Régence cổ điển, Château Empain, Enghien, Bỉ.
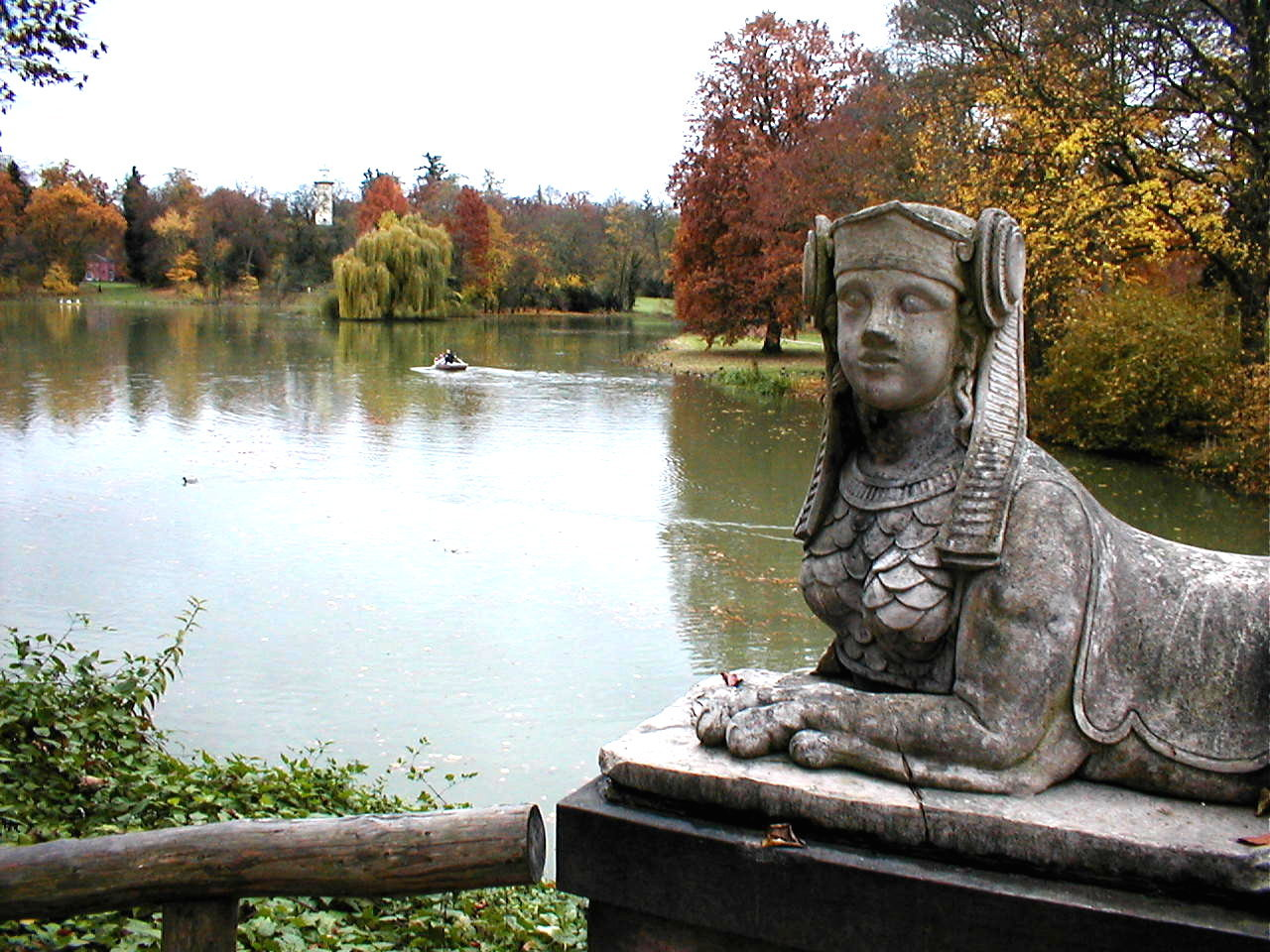
Vườn Schönbusch tại Aschaffenburg, Bavaria, 1789-90.
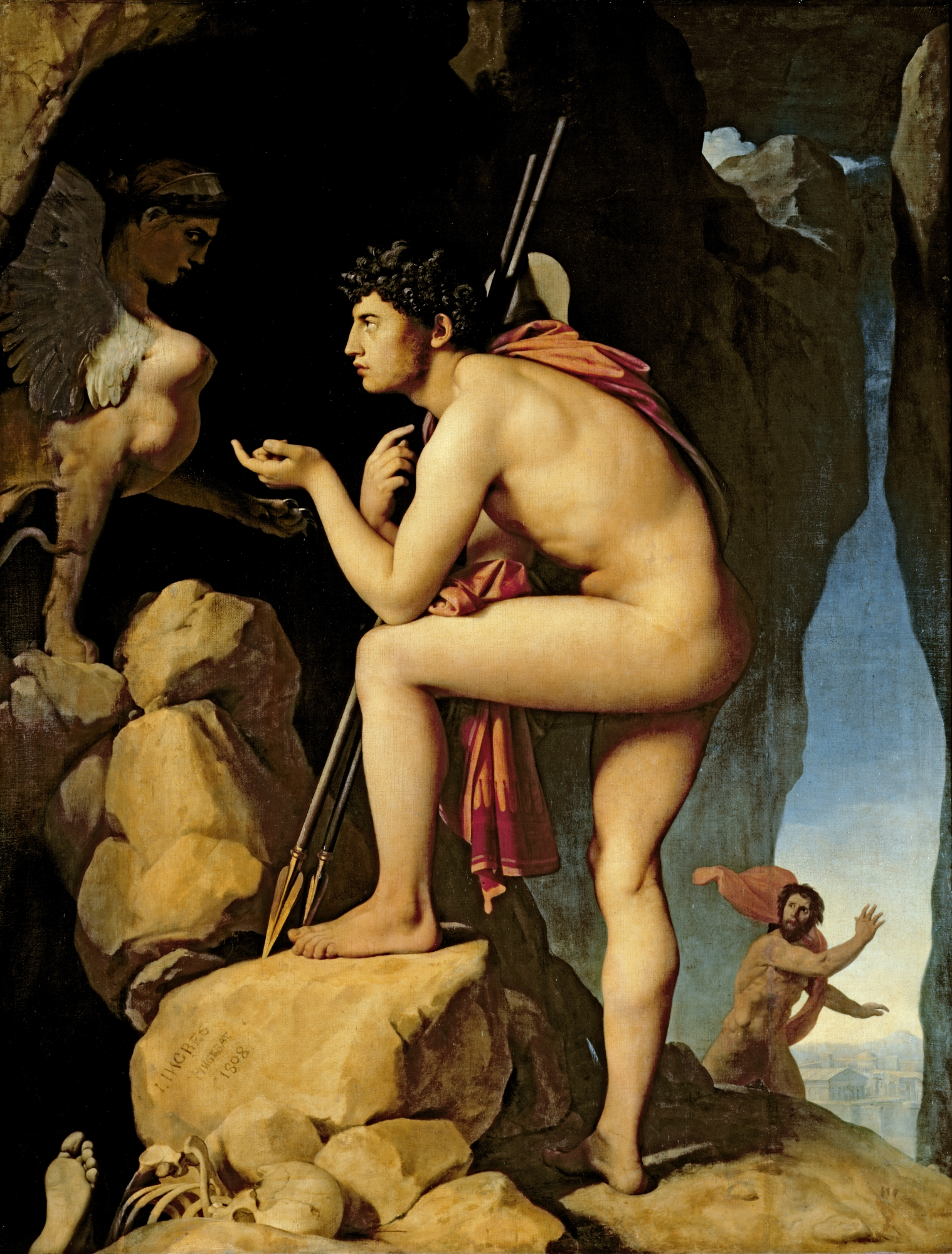
Ingres, Oedipus và Nhân sư.
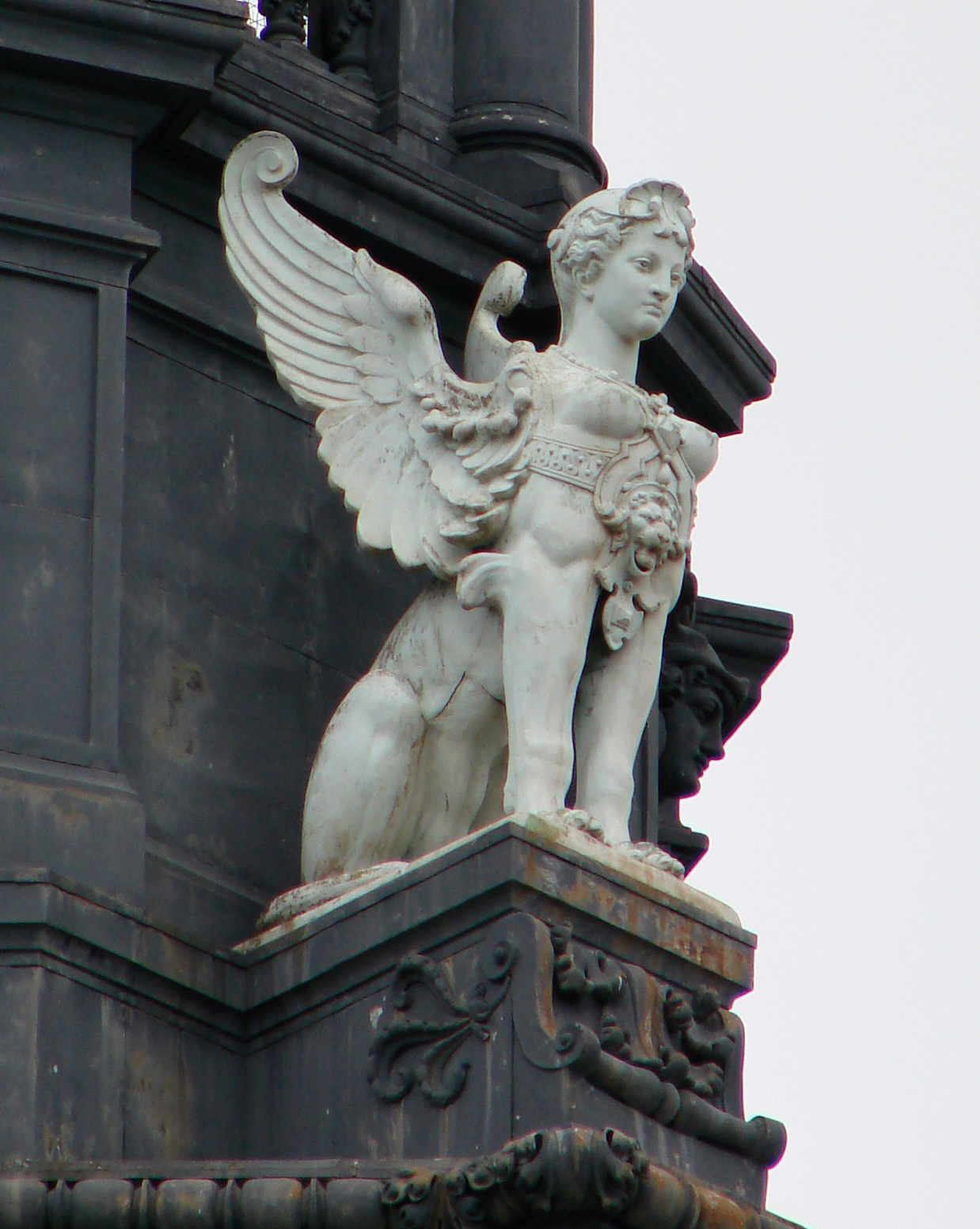
Toà thị sảnh, Paris, thập niên 1870.
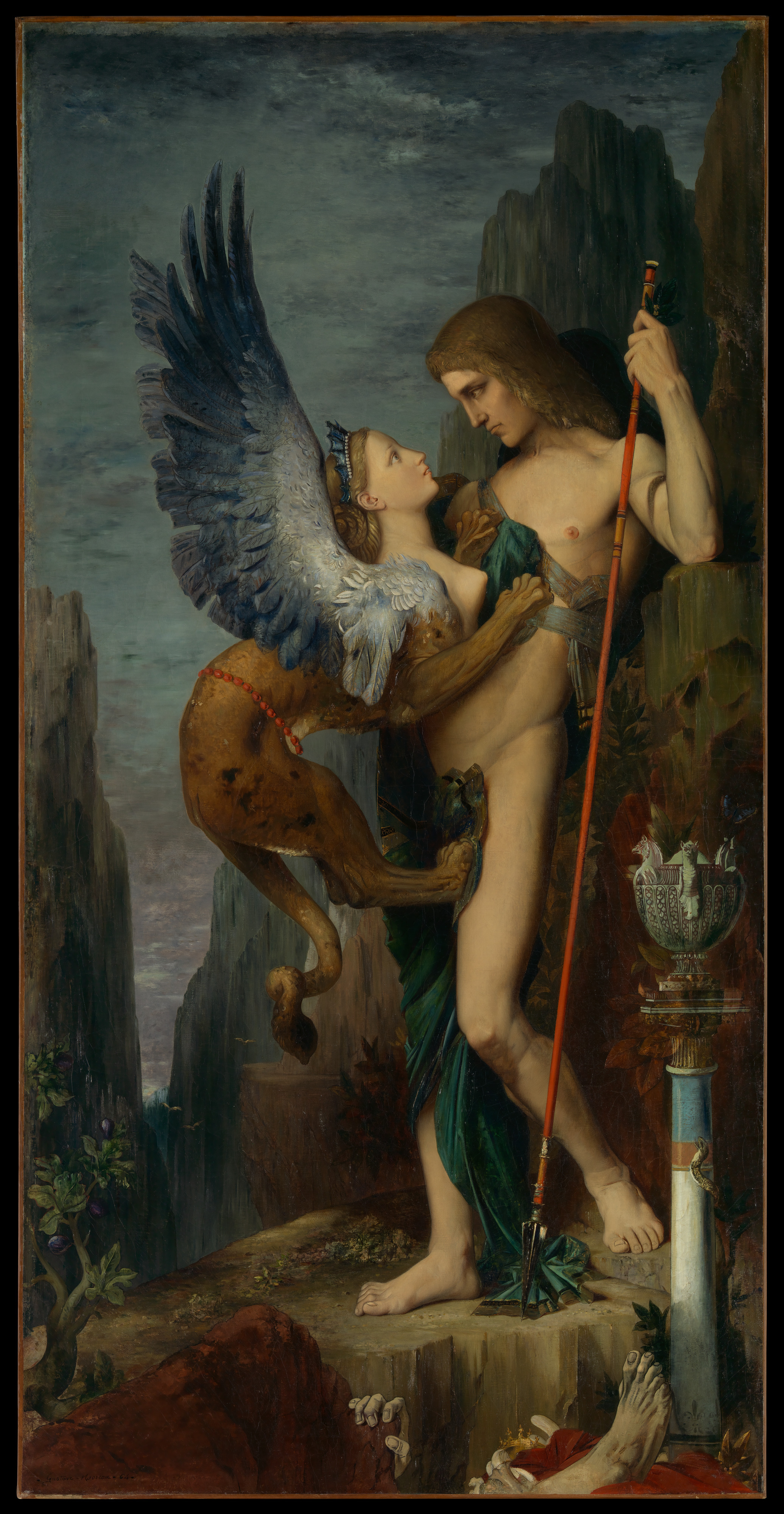
Oedipus và Nhân sư chủ nghĩa biểu tượng của Gustave Moreau.
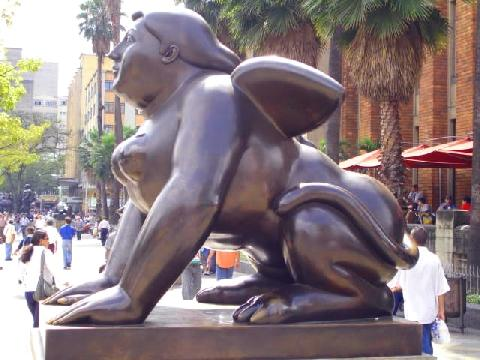
Một nhân sư hiện đại của Botero, tại Medellín, Colombia.
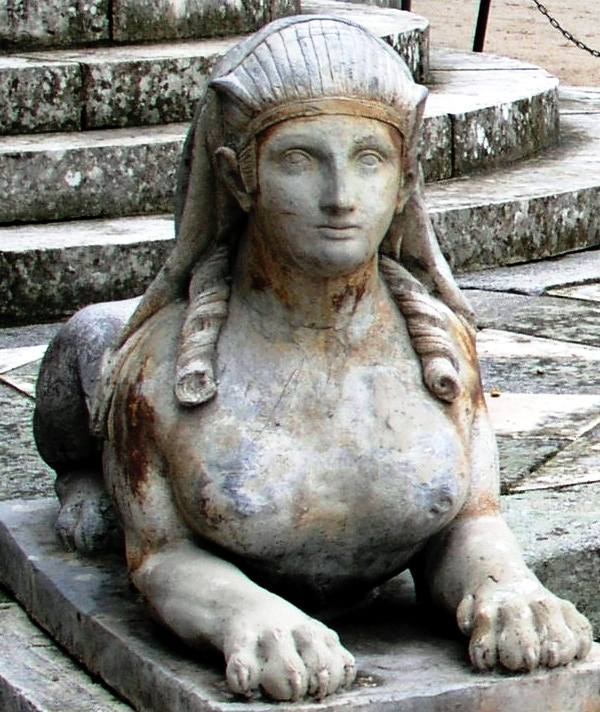
Nhân sư tại Quảng trường Plaza de los Emperadores (Parque de El Capricho, Madrid.)
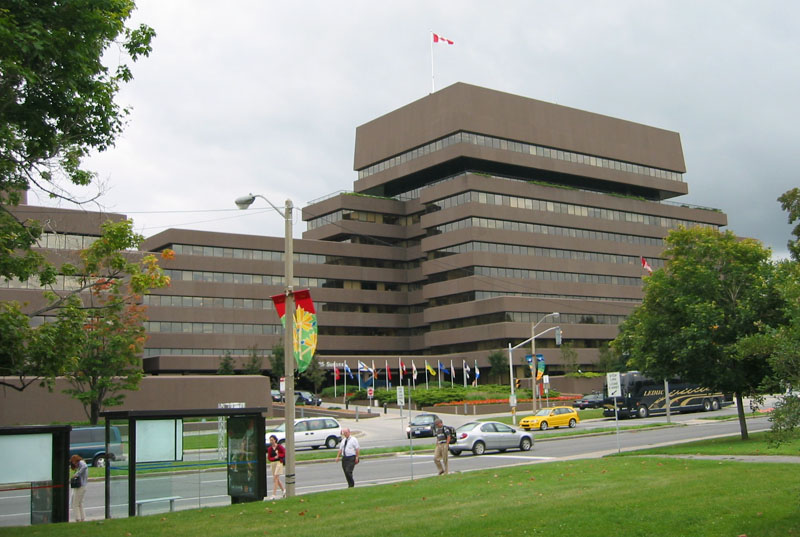
Trụ sở Cục quan hệ nước ngoài Canada được thiết kế giống như một con nhân sư.
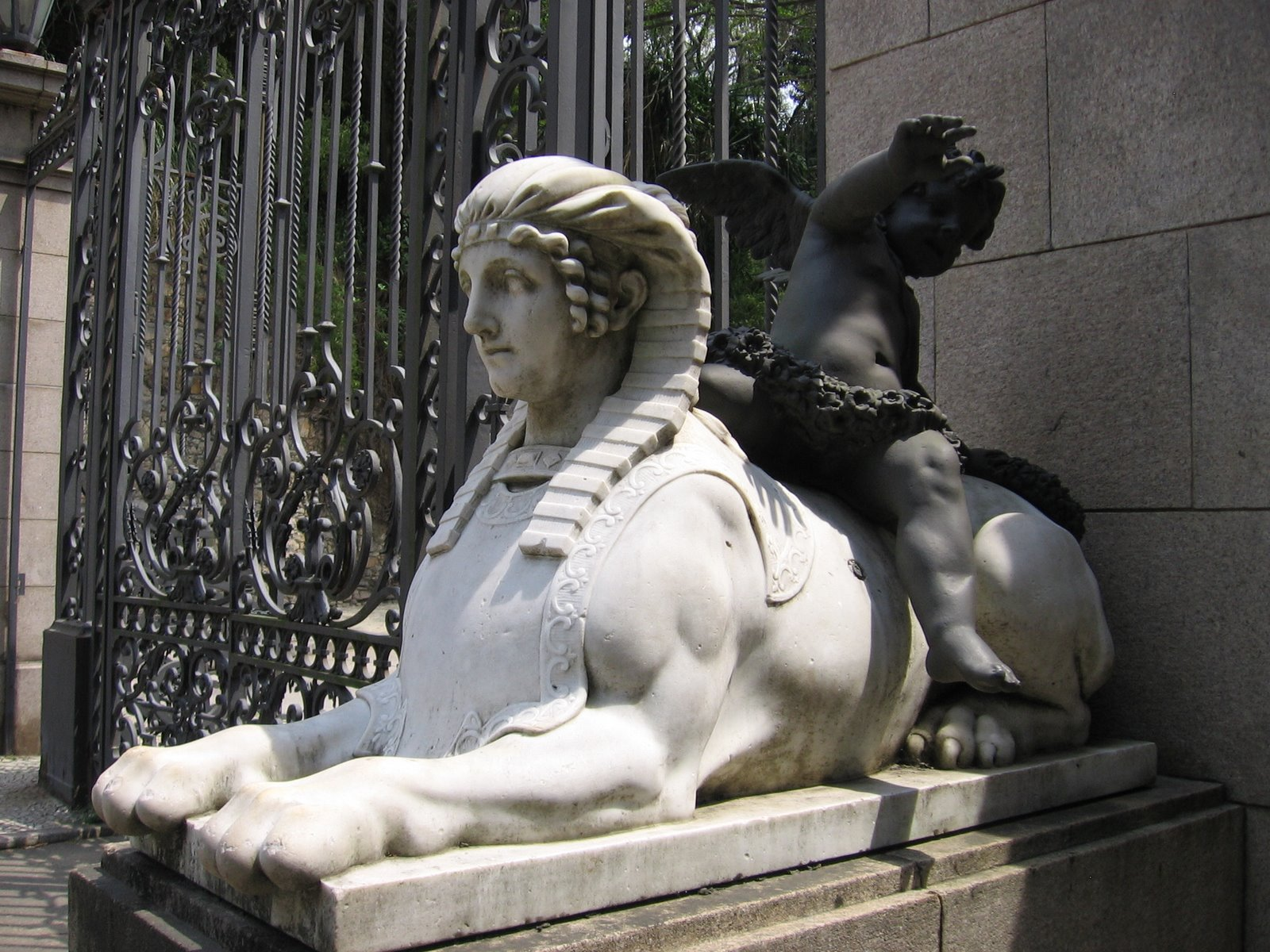
Nhân sư gác cửa vào Parque Eduardo Guinle.
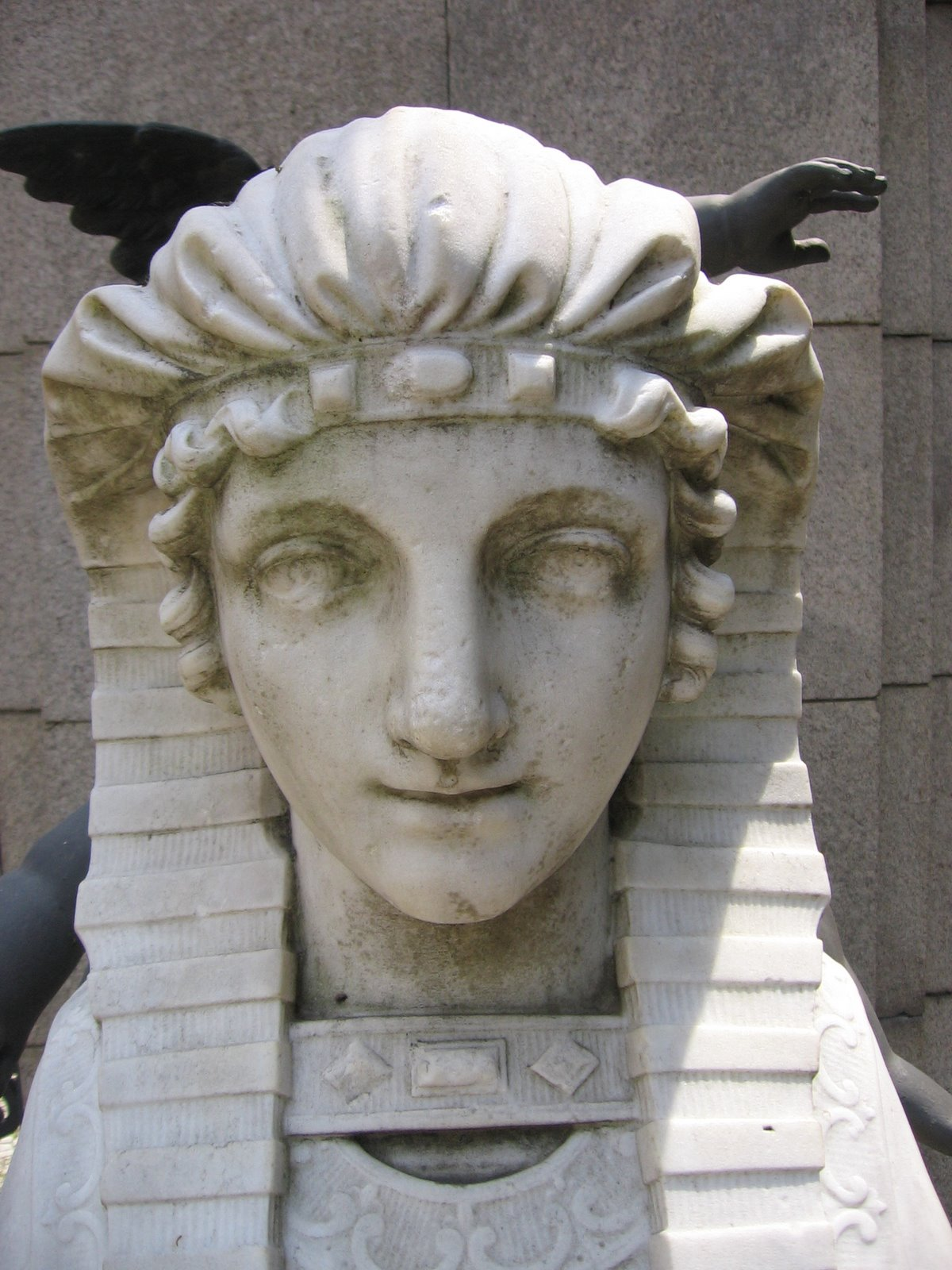
Nhân sư gác cửa vào Parque Eduardo Guinle.
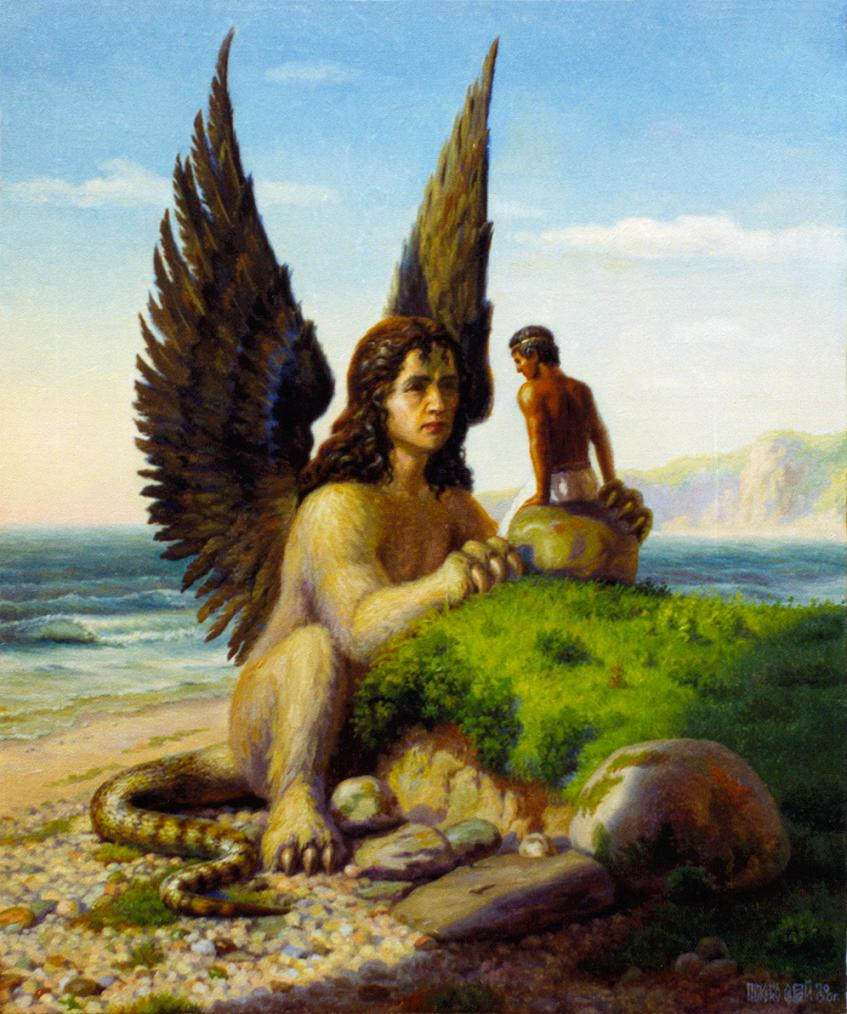
Nhân sư và Oedipus